# Leucospis birkmani
Leucospis birkmani is een vliesvleugelig insect uit de familie Leucospidae. De wetenschappelijke naam is voor het eerst geldig gepubliceerd in 1925 door Brues.